# مدير إبداعي
المدير الإبداعي هو منصب غالبًا ما يوجد ضمن مجالات تصميم الغرافيك والأفلام والموسيقى وألعاب الفيديو والموضة والدعاية والإعلان أو الترفيه، ولكن قد يكون مفيدًا أيضًا في مجالات إبداعية أخرى مثل شركات تطوير الويب وتطوير البرمجيات.
يمتلك المدير الإبداعي دورًا فاعلًا في المجالات التي تخص الفن والموسيقى، ويمكن ملاحظته كعنصر جانبي في عملية تطوير أي منتج. يمكن للمدير الإبداعي أيضًا أن يتولى أدوار كل من المؤلف والمدير الفني ومدير التصميم. يحمل مدير التصميم على عاتقه مهمة الإشراف على تصميم الاتصال والتصميم التفاعلي والتفكير المسبق للأمام في أي وظيفة تُطلب منه. على سبيل المثال، غالبًا ما تُرى هذه المسؤولية في الصناعات المتعلقة بمجال الدعاية. يقود المدير الإبداعي فريقًا من الموظفين ذوي الخبرة والمهارة في كل من التصميم الغرافيكي والفنون الجميلة والرسوم المتحركة ومجالات إبداعية أخرى. تشتمل الأمثلة على طبيعة العمل، والتخطيط والعصف الذهني وكتابة الإعلانات. على من يريد تولي دور المدير الإبداعي أن يمتلك مسبقًا مجموعة من الخبرات والمهارات في مجالات عدة. غالبًا ما يبدأ رواد هذا المجال عملهم من نقطة الصفر في مجالات تتعلق بالرسوم المتحركة والإعلانات المتلفزة ونشر الكتب أو المجلات.

## تصميم الاتصال

### الدعاية
في مجال الدعاية، يُعنى المدير الإبداعي بتطوير مجموعة من الخطط والاستراتيجيات التسويقية لشركة أو عميل ما. على افتراض تعيين الشخص في شركة معروفة، سيكون هناك قسم خاص أو لجنة يمكن للمدير العمل ضمنها. وسيعمل المدير الإبداعي كمدير للمشروع الذي يعمل مع الموظفين مباشرةً، وفي أغلب الحالات، سيكونون مسؤولين عن تصميم الفكرة الأساسية حول الإعلان، إضافةً إلى حاجات ترفيهية أخرى تخص العميل. تتضمن بعض الأمثلة عن الواجبات المترتبة عليهم، كتابة الإعلانات والخروج بخطط إعلانية ذات ترتيب زمني تبيّن التقدم الحالي للمشروع. ومن المهم للمدير الإبداعي تحقيق أهداف العميل خلال موعد محدد وبكفاءة عالية قدر المستطاع. لفعل ذلك، عليه توجيه عمل الفريق الإبداعي بفعالية منذ البداية وحتى النهاية. يتضمن العمل في هذا المنصب مزيجًا من الخبرة في إدارة الأعمال والصحافة. يُعتبر المرء مديرًا إبداعيًا بعد امتلاكه لخبرة بضع سنوات على الأقل في مجال الدعاية (من خمس إلى 10 سنوات).
غالبًا ما يحصل المديرون الإبداعيون على منصبهم بعد الترقي من كتابة الإعلانات أو الإدارة الفنية. يُعد الإلمام بأساليب صناعة الأفلام أمرًا مألوفًا أيضًا. يرتقي المديرون الإبداعيون ليصبحوا مديرين إبداعيين تنفيذيين أو رؤساء قسم الإدارة الإبداعية، وهو منصب تنفيذي يتولى الإشراف على كامل القسم الإبداعي، ويستمر بعضهم الآخر بالتقدم ليصل إلى منصب رئيس مجلس إدارة شركة.
عادةً ما يحوز المديرون الإبداعيون على شهادة في التصميم التواصلي أو الفنون الجميلة أو الرسوم المتحركة. قد يمتلك كاتبو الإعلانات شهادة في الصحافة أو مهارات اللغة أو الابتكار الإعلاني، أو قد يركزون جهودهم على كتابة الإعلانات الدعائية ريثما يحصلون على شهادة في التصميم التواصلي.

## ألعاب الفيديو
مع ازدياد أحجام الفرق ووصول صناعة الألعاب إلى مجالات أكثر تخصصًا، أصبح العديد من مصممي الألعاب يعرفون كـ «مديرين إبداعيين» أو «مصممين منفذين» أو «مديري ألعاب». عادة ما يكون المدير الإبداعي ضمن شركة لألعاب الفيديو مسؤولًا عن عملية تطوير المنتج تحت مختلف المسميات ويعتبر عمومًا المسؤول الأول عن التصميم ضمن نطاق ما تنتجه الشركة. تشمل بعض الأمثلة بيتر مولينكس وسام ليك ونيل دراكمان وشيجيرو مياموتو، الذين امتد تأثيرهم على أكثر من تصميم واحد.
يمتلك المدير الإبداعي مسؤولية غاية في الأهمية ضمن الصناعة. على المدير ابتكار أفكار تساهم في دفع مشروع لعبة الفيديو إلى الأمام، وتتضمن العديد من المسؤوليات العمل برفقة عدد من الأفراد أو الفرق الموزعين على كامل المشروع أو إنتاج اللعبة. قد يتضمن ذلك التعاون المشترك بين مختلف المجالات المتعلقة بتطوير الألعاب. أكاديميًا، غالبًا ما يمتلك المدير الإبداعي شهادةً جامعية، لكن هناك بعض الحالات التي يعتبر فيها التعليم الثانوي مقبولًا، خصوصًا إذا كان يركز بقوة على مجالات مثل الفن والغرافيك وعلوم الحاسوب والرياضيات، إذ باستطاعته إضافة رؤى قيّمة للتلاميذ الذين يسعون للتألق في هذا المجال. تتضمن بعض المهارات التي قد يمتلكها المدير الإبداعي العامل في مجال صناعة ألعاب الفيديو خبرة في البرمجة الحاسوبية والتطوير الغرافيكي (مثل الرسم على الحاسوب أو الفنون الجميلة) وعليه أيضًا امتلاك مهارات ممتازة في التواصل والكتابة (على اعتبار أنه يتعامل مع العديد من العملاء والمديرين). تعتمد المهارات المطلوب وجودها لدى المدير الإبداعي على الخلفية التي يملكها حول مجال الصناعة الذي يريد العمل به. عادة ما لا يكون المدير الإبداعي أو مدير اللعبة ذا منصب جديد، ولكن قد يكون هذا واردًا في استديوهات العمل الصغيرة. قد يكون هذا مألوفًا في الشركات الناشئة على سبيل المثال، لكن في الوضع الطبيعي على المرء أن يثبت نفسه عبر إبراز خبراته على مدة سنوات من العمل. الصناعة الترفيهية ليست نظامًا استحقاقيًا في جميع الأوقات، في بعض الأحيان يحصل الناس على مناصبهم عن طريق الحظ أو الوراثة. غالبًا ما يمر المديرون الإبداعيون بنصيبهم من العمل في المناصب المبتدئة مثل جلسات التدريب ومساعدة مديرين آخرين في مجالات العمل التي تخص الفن. كل ما يتعلق به الأمر هو التقدم خلال السلسلة المهنية، وحال ما حصل المرء على منصب المدير الإبداعي، سيكون مؤهلًا للعمل لدى شركات تطوير ألعاب أكبر وأكثر شهرة تبعًا لمدى النجاح الذي يحققه في المشاريع التعاونية السابقة.

## الأفلام
يشار إلى المدير الإبداعي العامل في صناعة الأفلام بـ «مصمم الإنتاج». يحمل مصمم الإنتاج على عاتقه مسؤولية تصميم شكل الفيلم. تشبه الوظيفة الدور الذي يقوم به المدير الإبداعي في مجال صناعة ألعاب الفيديو حيث يشرف على فريق من الموظفين ويجب عليه الاستمرار في تطوير أفكار وأساليب عمل جديدة. إنه لمن الضروري على المصممين العاملين في هذا المجال إنتاج أفكار إبداعية ومعبرة وترجمتها إلى واقع سينمائي. عادةً ما يخصص مبلغ من المال ليوزع على مختلف الأقسام المنتجة للفيلم (في هذه الحالة هو القسم الفني). على المديرين الإبداعيين تقرير كيفية توزيع هذه المبالغ بكفاءة وأكثر فعالية من حيث ضمان الحصول على أعلى جودة ممكنة في قسم الفني للأفلام. قد يتضمن المثال على ذلك تنظيم البنية التحتية للمشاهد وتجهيز المعدات حالما تبدأ عملية تصوير الفيلم. خلال هذه العملية، يجب على المديرين الإبداعيين فهم ماهية التأثيرات والتنسيقات التي عليهم استخدامها عبر مختلف مشاهد ومراحل تصوير الفيلم. تتضمن بعض المهارات التي يجب على المرء امتلاكها القدرة على إدارة الفرق وامتلاك خبرة في التصميم (خاصة فيما يتعلق بالمسرح والتجهيزات الداخلية والتصميم الفني)، والانفتاح على الأفكار والأساليب الجديدة المتعلقة بتنظيم مراحل التصوير السينمائي وامتلاك فهم لعملية التنسيق الحاصلة بين مختلف الأقسام بهدف توجيه المشروع نحو النجاح. عادةً ما يبدأ المدير الإبداعي في مجال صناعة الأفلام بكونه ذا رتبة منخفضة ضمن السلسلة، كمساعد مثلًا للمديرين الفنيين الآخرين أو محررًا.